# General Vedia
General Vedia è un municipio dell'Argentina situato nel dipartimento di Bermejo, in provincia di Chaco.